# Centre régional opérationnel de surveillance et de sauvetage
Pour les articles homonymes, voir Cross.
En France, les centres régionaux opérationnels de surveillance et de sauvetage (CROSS) assurent une mission générale de coordination des activités de sécurité et de surveillance des activités maritimes, dans le cadre de l'action de l'État en mer. Ce modèle français de centre opérationnel est caractérisé par la polyvalence de ses centres, particularité que l'on retrouve peu dans d'autres pays ; les CROSS endossent ainsi jusqu’à quatre statuts fonctionnels au sens des conventions internationales du domaine maritime.
Les CROSS exercent leur activité sous l'autorité opérationnelle des préfets maritimes en métropole, et des délégués du gouvernement pour l'action de l'État en mer, outre-mer.
Ils relèvent du ministère chargé de la mer et de la direction générale des affaires maritimes, de la pêche et de l'aquaculture (DGAMPA). Depuis 2022, le ministère chargé de la mer est une des composantes du ministère de la transition écologique (MTE). Les CROSS sont dirigés par des administrateurs des Affaires maritimes et sont armés par du personnel du ministère chargé de la mer (MTE) et de la Marine nationale (sur budget MTE). Les fonctions de quart (sauvetage et surveillance de la navigation) sont assurées par des marins de la Marine nationale. Ils sont placés sous l'autorité organique, en métropole, des directions interrégionales de la Mer (DIRM) et, outre-mer, des directions de la Mer (DM). Pour la partie opérationnelle, ils accomplissent leurs missions sous l'autorité du préfet maritime (amiral de la Marine nationale) en Métropole.

## Historique
Avant la création des CROSS, le partage de compétences en matière de sauvetage en mer s’opérait entre la Marine nationale, agissant au large et les affaires maritimes, agissant en zone côtière. Chaque chef de quartier des affaires maritimes était responsable de sa frange littorale.
À partir des années 1960, l’essor des activités de loisir nautiques et le développement des activités de pêche de plus en plus au large, conduisent à une augmentation des accidents. Les moyens des quartiers s’avérèrent insuffisants, amenant à une nouvelle réflexion sur l’organisation du sauvetage en mer.
C’est dans ce contexte qu’est créé en 1966 le centre régional opérationnel de défense (CROD) de Lorient chargé d’assurer un soutien aux opérations de sauvetage via un interlocuteur unique pour l’ensemble des intervenants. Il deviendra en 1968 le CROSS Atlantique et s’installe à Etel la même année. À l’origine, expérimentaux, les CROSS, dont l’appellation est officialisée en 1967, se développent sur toutes les façades maritimes métropolitaines. La couverture totale est assurée en 1982 avec la création du CROSS-Corsen qui fait suite au naufrage de l’Amoco Cadiz.
Dans les années 1990, sont créés les centres opérationnels de sauvetage (COS) outre-mer. D’abord, le COS Martinique-Antilles en 1992 (qui devient le CROSS Antilles-Guyane en 2001) puis le COS La Réunion en 1993 (devenu le CROSS La Réunion en 2004). Le réseau est complété par les MRCC (Maritime Rescue Coordination Centres) de Nouméa (devenu le COSS NC en 2022) et le JRCC (Joint Rescue Coordination Centre) Tahiti. Ce dernier a la particularité de fusionner depuis 2016 les moyens de secours pour les accidents maritimes et aériens, succédant au MRCC Papeete ainsi qu’à l’ARCC (Aerial Rescue Coordination Centre) Faa’a.

## Les missions des CROSS

### Sauver
La recherche et le sauvetage en mer
Un CROSS assure :
- la réception des alertes à partir d’une veille radio et téléphonique permanente, y compris celles émises par les balises de détresse et les systèmes de communication par satellite ;
- la direction des opérations de recherche et de sauvetage.

Plus de 10 000 opérations par an sont traitées par les CROSS au profit des navires de pêche, de commerce, de plaisance et des pratiquants de loisirs nautiques. Les CROSS appartiennent au réseau international des Centres de coordination de sauvetage maritime institués par la convention internationale sur la recherche et le sauvetage (SAR), et constituent à ce titre des Maritime Rescue Coordination Centres (MRCC).

### Surveiller
La surveillance de la navigation maritime 
Cette mission s’exerce principalement en Manche où transite environ 20 % du trafic mondial, selon un rythme annuel de plus de 300 000 mouvements de navires. Elle consiste à détecter et à identifier le trafic maritime dans les zones soumises à une concentration élevée de navires.
Le CROSS :
- reçoit et analyse les comptes-rendus obligatoires de tous les navires transitant en Manche et empruntant un des trois dispositifs de séparation du trafic (DST). Il suit notamment les navires transportant des marchandises potentiellement dangereuses ou polluantes ;
- suit l’évolution des navires en vue de détecter les routes anormales, ainsi que tout comportement de nature à provoquer des risques pour la vie humaine et l’environnement ;
- identifie les contrevenants au Règlement international pour prévenir les abordages en mer (RIPAM). Il constate les infractions à ces règles et les transmet à l’autorité judiciaire compétente.

#### La surveillance des pollutions maritimes
Le CROSS recueille les informations sur les pollutions marines. Il exploite ces informations, les transmet et concourt à la recherche des auteurs d’infractions sous le contrôle de l’autorité judiciaire (2). Placé sous l’autorité du préfet maritime, il concourt activement à la mise en œuvre du dispositif ORSEC maritime POLMAR de lutte contre les pollutions marines accidentelles. Le Centre national de surveillance des pollutions marines est la CROSS Jobourg.

#### La surveillance des pêches maritimes

Logo du CNSP.

Le centre national de surveillance des pêches (CNSP), hébergé par le CROSS Etel, assure en temps réel la coordination opérationnelle des différents moyens maritimes et aériens mis à sa disposition. Il exerce cette mission pour le compte des DIRM qui ont reçu à cet effet une délégation du préfet de région. Par ailleurs, l’Union Européenne a imposé un système de suivi par satellite des navires de pêche. Le CNSP est chargé pour les eaux sous juridiction française de ce suivi. Il travaille en étroite collaboration avec les centres similaires des autres États membres.

#### La surveillance de l'environnement marin
Le centre d'appui au contrôle de l'environnement marin (CACEM), hébergé par le CROSS-A, assure un appui juridique et une expertise pour les unités de contrôle. Il constitue aussi l'organe auprès duquel les unités doivent faire remonter les données de leurs contrôles.

### Informer

#### La diffusion des renseignements de sécurité maritime
Le CROSS diffuse vers les navires les renseignements essentiels à la sécurité maritime :
- par radio pour les bulletins météorologiques réguliers ou spéciaux élaborés par Météo-France. Ces bulletins peuvent être diffusés en boucle ou à heures fixes.
- par NAVTEX pour les avis urgents à la navigation (AVURNAV) en cas de modifications des conditions de navigation pouvant entraîner des dangers.

### Protéger

#### La sûreté maritime
Le CROSS Gris-Nez est le point de contact national pour la réception des attaques (piraterie, terrorisme maritime) subies par les navires sous pavillon français.

## Les CROSS et leurs spécificités
En métropole, il existe cinq centres principaux et un centre secondaire :
- CROSS Gris-Nez : Manche Est – Pas-de-Calais, de la frontière franco-belge au Cap d'Antifer
- CROSS Jobourg : Manche centrale, du Cap d'Antifer au Mont-Saint-Michel
- CROSS Corsen : Manche Ouest – mer d'Iroise, du Mont-Saint-Michel à la pointe de Penmarch
- CROSS Étel : Golfe de Gascogne, de la pointe de Penmarch à la frontière franco-espagnole
- CROSS Méditerranée (CROSS MED)
  - CROSS Med La Garde : Méditerranée Nord Ouest
  - CROSS Med Aspretto : Corse

Dans les DROM-COM, il existe quatre centres (deux CROSS, un MRCC et un JRCC) :
- CROSS Antilles-Guyane : Atlantique tropical
- CROSS La Réunion : Sud Océan Indien
- JRCC Tahiti en Polynésie française : océan Pacifique
- COSS NC à Nouméa en Nouvelle-Calédonie : océan Pacifique

Le succès des CROSS dans la coordination de moyens et d'administrations différentes — Marine nationale, Affaires maritimes, Douanes, Gendarmerie nationale française, Sécurité civile, Pompiers, SNSM, Service d'aide médicale urgente (SAMU) de Coordination médicale maritime, garde-côtes étrangers, navires de commerce, etc. est reconnu.

### Gris-Nez (Manche Est – Pas-de-Calais)
Le CROSS Gris-Nez assure principalement la surveillance de la navigation maritime dans le dispositif de séparation du trafic du pas de Calais, premier détroit international au monde en tonnage.
Il assure une mission de recherche et de sauvetage maritime de la frontière franco-belge au Cap d'Antifer.
Enfin, le CROSS Gris-Nez assure également une mission internationale. Il est le correspondant français auprès des centres de recherche et de sauvetage étrangers. Il centralise et traite les alertes émises par les navires français naviguant sur toutes les mers du monde. Il coopère avec les MRCC (maritime rescue coordination centre), ses homologues dans le cadre du système mondial de détresse et de sécurité en mer (SMDSM) .
La défaillance du CROSS Gris-Nez au moment du naufrage du 24 novembre 2021 dans la Manche est mise en évidence par l'enquête,,,, et entraine la mise en examen de 5 personnes qui étaient de service le soir du drame. Une autre plainte pour « homicide involontaire » et « omission de porter secours »  vise le Cross de Gris-Nez à la suite de la mort d'au moins quatre autres personnes le 14 décembre 2023,.

### Jobourg (Manche centrale)

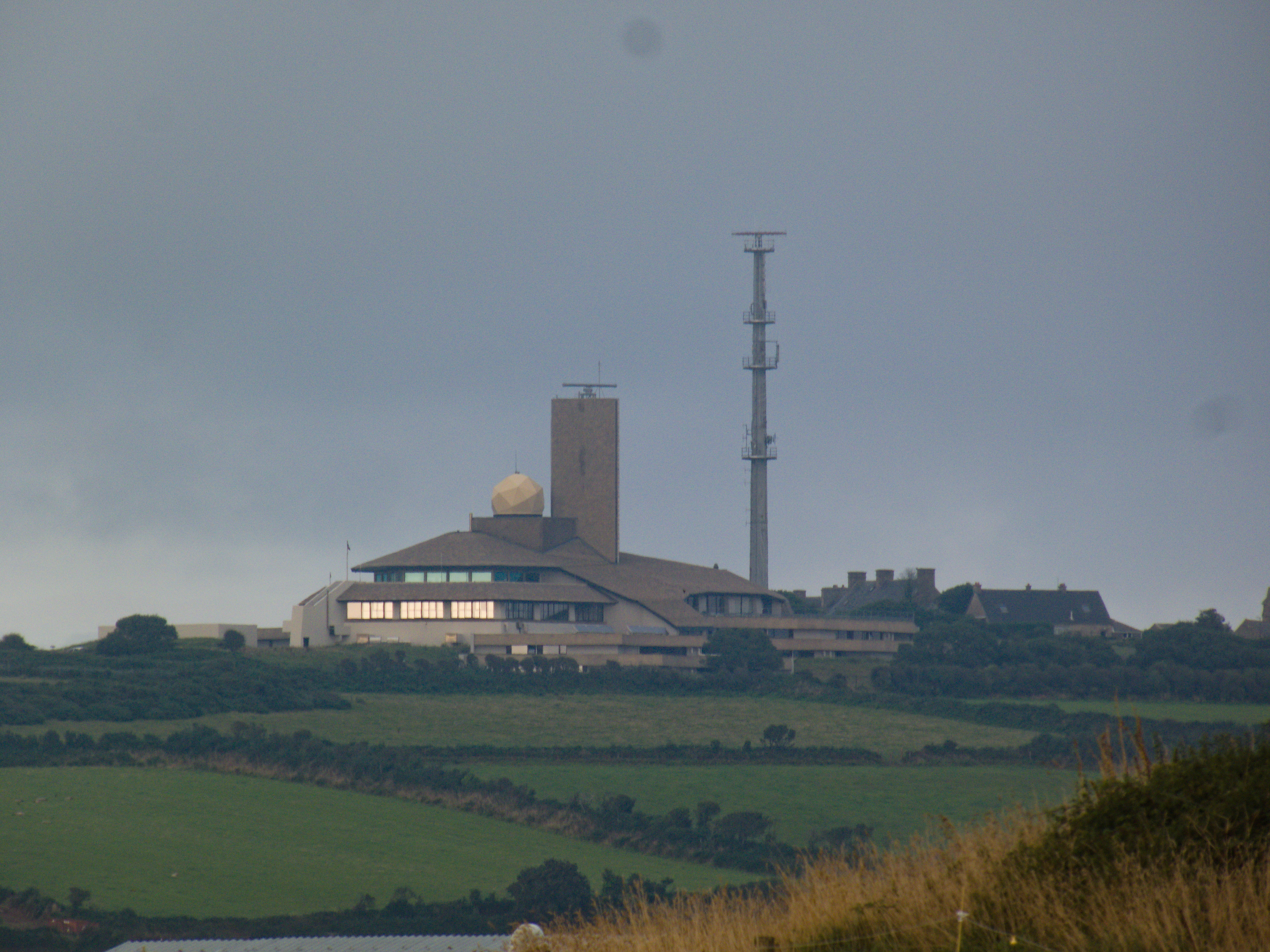
CROSS Jobourg

Historiquement CROSS-MA ou CROSS Manche
Au-delà de ses missions traditionnelles, sa position au centre de la Manche (du Cap d'Antifer au Mont-Saint-Michel) fait du CROSS Jobourg un centre où la surveillance de la navigation maritime (DST des Casquets) est prépondérante : c'est le CROSS interrogeant le plus de navires de commerces en France. Les opérations de sauvetage en mer y sont rendues dangereuses par la présence des plus forts courants d'Europe (en particulier le Raz Blanchard) et d'un marnage (amplitude de la marée) et estran (distance parcourue par la marée montante) très importants, rendant périlleuse une situation qui ailleurs aurait été banale.
Il est un centre référent pour la surveillance des pollutions marines pour la Manche et la Mer du Nord, et est le centre national de surveillance des pollutions marines, chargé notamment de participer aux réflexions internationales sur le sujet. Le CROSS Jobourg héberge la cellule de gestion des systèmes d'information de sécurité maritime.

### Corsen (Manche Ouest – mer d'Iroise)
Outre ses missions de coordination des opérations de sauvetage en mer, Corsen (du Mont-Saint-Michel à la pointe de Penmarch) est notamment chargé de la surveillance de la navigation maritime dans le dispositif de séparation du trafic d’Ouessant à la pointe de la Bretagne. C’est une zone à forte densité de trafic où se rencontrent les eaux de l’Océan Atlantique et de la Manche. Il dispose, pour assurer cette mission, de moyens de détection importants installés sur l’île d’Ouessant à la tour du Stiff.

### Etel (Golfe de Gascogne)

Logo du CROSS-A.

La zone de responsabilité du CROSS Etel (ou CROSS Atlantique ou CROSS-A) s'étend de la pointe de Penmarch à la frontière franco-espagnole. Au-delà de ses missions polyvalentes et d’une activité de recherche et de sauvetage fortement consacrée à la plaisance, le CROSS Etel accueille le centre national de surveillance des pêches (CNSP) ainsi que le centre d'appui au contrôle de l'environnement marin (CACEM).
Le CNSP est le point de contact opérationnel unique chargé de la coordination en mer des moyens aériens et nautiques de l’État qui concourent à la surveillance des pêches maritimes . Sa compétence concerne les eaux la ZEE française en métropole et a été étendue en 2017 à l'Outre-mer. Il héberge et administre aussi la partie française et des départements et collectivités d'outre-mer de la base Européenne de surveillance des pêches par satellite). 
Le centre d'appui au contrôle de l'environnement marin (CACEM) est chargé d'apporter un appui aux unités de contrôle des activités susceptibles d'affecter l'environnement marin. À cet effet, il centralise les informations, offre un appui juridique et élabore des statistiques de suivi de l'effort de contrôle.

### La Garde (Méditerranée)
Centre principal du CROSS Méditerranée, implanté à proximité de Toulon, le CROSS La Garde a une importante activité « recherche et sauvetage », essentiellement tournée vers la plaisance et les loisirs nautiques. Il opère sur l’ensemble de la zone de responsabilité française en Méditerranée, avec l’appui en journée, du CROSS MED en Corse.

### Corse
Centre secondaire du CROSS MED, implanté dans le golfe d’Ajaccio sur la Base d'aéronautique navale d'Aspretto, il assure l’ensemble des missions dévolues aux CROSS sur une bande de 20 milles autour de la Corse, de 9 h à 19 h (et de 8 h à 22 h en été). La nuit, le CROSS Med en Corse est désarmé au profit du CROSS La Garde qui assure alors la veille et la coordination des opérations sur l’ensemble de la zone de responsabilité française en Méditerranée.

### Antilles-Guyane (Atlantique tropical)
Implanté à Fort-de-France, le CROSS Antilles-Guyane (CROSS AG) assure dans une zone de responsabilité d’environ 3 millions de km2 la coordination des secours et de l’assistance en mer. Il effectue également toutes les missions visant à protéger le milieu et les ressources maritimes en lien avec les centres nationaux : détection des pollutions, police des pêches en mer, surveillance de la navigation maritime, surveillance du milieu marin.

### Réunion (Sud Océan Indien)
Implanté au Port des Galets à La Réunion, le CROSS Réunion exerce depuis 2004 toutes les missions d’un CROSS dans une zone de 5,6 millions de km².

### Nouméa (Nouvelle-Calédonie et Vanuatu)
Le COSS Nouméa est chargé d’assurer, sous la responsabilité du Haut-commissaire de la République en Nouvelle-Calédonie et sous l’autorité du commandant de zone maritime, l’ensemble des missions dévolues aux CROSS.
Sa zone de responsabilité couvre 2,4 Millions de km² et inclut l’archipel des Vanuatu. Dans les eaux territoriales et intérieures (comme les lagons), la compétence en matière de sauvetage est transférée au gouvernement de la Nouvelle-Calédonie depuis 2011. Le COSS Nouméa est mis à sa disposition pour la réalisation de ces missions. Il en va de même pour les autres volets de l’ORSEC maritime dans ces zones depuis 2014.

### Tahiti (Polynésie Française)
Créé en 2016 par la fusion de l’ARCC Faa’a et du MRCC Papeete, le JRCC Tahiti est installé depuis 2017 sur la commune d’Arue dans les locaux du commandement supérieur des forces armées en Polynésie française.
Il assure sous l’autorité du Haut-commissaire de la République en Polynésie française cinq missions : coordination des opérations de recherche et de sauvetage maritimes et aériennes, surveillance des pêches, surveillance de la navigation, constatation des pollutions maritimes et diffusion des renseignements de sécurité maritime.
Sa zone de responsabilité couvre 12,5 millions de km². Elle comprend les cinq archipels de la Polynésie française et la majorité des eaux sous juridiction,.

## Les moyens d’intervention
Les CROSS peuvent faire appel en mer à tous les moyens appropriés pour assurer leurs missions :
Les moyens de l’État
- patrouilleurs et vedettes des Affaires maritimes,
- bâtiments, avions, hélicoptères et sémaphores de la Marine nationale,
- avions, hélicoptères, sauveteurs plongeurs et personnel médical de l'armée de l'Air,
- vedettes, avions et hélicoptères de la Douane,
- vedettes et hélicoptères de la Gendarmerie,
- hélicoptères de la Sécurité civile.

Les vedettes et canots tout temps de la S.N.S.M. participent, quant à eux, à plus de 40 % des opérations de recherche et de sauvetage.
Les moyens des collectivités locales (pompiers, postes de secours des plages) sont également appelés à intervenir sous le contrôle opérationnel des CROSS.
Enfin les CROSS peuvent demander le concours de tout navire qui se trouve à proximité d’une zone de détresse.
Lorsque l’opération nécessite une aide médicale en mer, les CROSS s’appuient sur le centre de consultation médicale maritime de Toulouse (CCMM) et peuvent mettre en œuvre les moyens spécialisés des SAMU (SMUR maritimes).

## Gestion des radiocommunications maritimes de sécurité
Les CROSS exploitent un réseau de radiocommunications couvrant les espaces maritimes placés sous leurs responsabilités opérationnelles :
- 70 sites implantés sur le littoral pour exercer la veille radio côtière et large ;
- 4 RADAR en Manche pour la surveillance de la navigation maritime ainsi qu’un réseau de capteurs AIS (système d’identification automatique).

Ils utilisent 4 réseaux satellitaires :
- ARGOS pour la surveillance des pêches ;
- COSPAS-SARSAT pour le sauvetage ;
- INMARSAT pour les communications dans le cadre du SMDSM ;
- CLEANSEANET pour la surveillance des pollutions.

## Fréquences attribuées
Les CROSS de métropole émettent principalement en bande marine VHF (sous gamme de fréquence située entre 156,025 et 162,525 MHz en modulation de fréquence) et en bande marine (entre 1 605 kHz et 4 000 kHz en plusieurs sous bandes). En complément de leurs métiers premiers, les centres régionaux opérationnels des Affaires maritimes diffusent des bulletins météorologiques — côtiers en très haute fréquence (VHF) et larges en moyenne fréquence (MF) pour les CROSS possédants une zone A2 du Système mondial de détresse et de sécurité en mer (SMDSM) — à des heures précises, ainsi que des Avis urgent aux navigateurs (AVURNAV) et des Bulletins météo spéciaux (BMS) en cas de nécessité. Le canal 16 , le 2 182 kHz et l'Appel sélectif numérique (ASN) en zone A1 sur le canal 70, en zone A2 sur la fréquence 2 187,5 kHz sont utilisés pour annoncer les diffusions pré-citées, puis les informations sont diffusées sur un autre canal.
Afin de couvrir leur zone de compétence bien plus étendue qu'en métropole, les CROSS situés dans les DOM-TOM utilisent en complément des moyens de communication satellitaires (Zone A3 du SMDSM).
À voir également pour plus de détails : Fréquences maritimes pour la détresse
Toutes ces fréquences sont régies et attribuées pour le territoire français par l'Agence nationale des fréquences (ANFR).
| Canal VHF Marine (Version Navire) | Fréquence Émission | Fréquence Réception | Désignation                                                                           |
| --------------------------------- | ------------------ | ------------------- | ------------------------------------------------------------------------------------- |
| 3 (duplex)                        | 156,150 MHz        | 160,750 MHz         | CROSS                                                                                 |
| 4 (duplex)                        | 156,200 MHz        | 160,800 MHz         | CROSS                                                                                 |
| 63 (duplex)                       | 156,175 MHz        | 160,775 MHz         | CROSS et Autorités portuaires                                                         |
| 64 (duplex)                       | 156,225 MHz        | 160,825 MHz         | CROSS et Autorités portuaires                                                         |
| 67 (mono-fréquence tactique)      | 156,375 MHz        | Idem Émission       | CROSS (coordination du sauvetage en mer)                                              |
| 68 (mono-fréquence tactique)      | 156,425 MHz        | Idem Émission       | CROSS (coordination du sauvetage en mer)                                              |
| 13 (mono-fréquence tactique)      | 156,650 MHz        | Idem Émission       | CROSS (Interrogation des navires dans les 3 DST de la Manche) et Autorités portuaires |
| 79 (duplex)                       | 156,975 MHz        | 161,575 MHz         | CROSS (Gris-Nez, Corsen, Étel, La Garde) et Autorités portuaires                      |
| 80 (duplex)                       | 157,025 MHz        | 161,625 MHz         | CROSS (Jobourg, Étel, La Garde) et Autorités portuaires                               |
| 87 (duplex)                       | 157,375 MHz        | 161,975 MHz         | CROSS                                                                                 |
| 88 (duplex)                       | 157,425 MHz        | 162,025 MHz         | CROSS                                                                                 |

Quelques précisions concernant le tableau :
Les VHF « marine » terrestres ont leurs fréquences d'émission et de réception inversées par rapport aux matériels équipant les navires. Lors de l'utilisation d'un canal duplex, seul un bateau et une station terrestre peuvent communiquer (les stations d'une même catégorie ne s'entendent pas : c'est-à-dire navire/navire ou terre/terre). Sur un canal mono-fréquence tactique cette contrainte n'existe pas. Si une station terrestre équipée en « full duplex » (émetteur gérant ce mode de fonctionnement avec sorties d'antennes réception et émission dissociées, relais d'antennes, antenne réception et antenne émission découplées, c'est-à-dire physiquement séparées) communique avec un navire équipé lui aussi de la sorte communiquent sur un canal duplex, ils pourront alors parler et écouter leur interlocuteur en même temps (comme au téléphone), ce qui n'est pas le cas avec une communication radio classique (nécessité de parler à tour de rôle).

## MMSI attribués aux CROSS
Les CROSS sont activés par l'appel sélectif numérique en zone A1 sur le canal 70, en zone A2 sur la fréquence 2 187,5 kHz, et identifiés par une « Identité du service mobile maritime » (Maritime Mobile Service Identity ou MMSI).
Le numéro MMSI, attribué aux stations radioélectriques côtières, a la structure suivante : "00 MID - - - -",.
En France, la liste des MMSI attribuée aux centres régionaux opérationnels de surveillance et de sauvetage (CROSS) :
- CROSS Gris-Nez : 00 227 5100
- CROSS Jobourg : 00 227 5200
- CROSS Corsen : 00 227 5300
- CROSS Étel : 00 227 5000
- CROSS La Garde : 00 227 5400
- CROSS Antilles-Guyane : 00 227 5500
- CROSS Réunion : 00 660 1000
- COSS Nouméa : 00 540 1000
- MRCC Papeete : 00 546 1000
- Toutes les stations côtières et stations terriennes côtières françaises : 00 227 0000

## 196: le numéro pour alerter les CROSS
À l’instar des autres centres d’appels d’urgence tels que les SAMU et CODIS, les CROSS disposent depuis novembre 2014 d’un numéro d’urgence abrégé, le 196. Il permet une mise en contact téléphonique le plus rapidement possible avec les CROSS sans retarder l’envoi de moyens adaptés à la situation d’urgence.
Ce numéro gratuit, disponible sur les téléphones fixes et portables, permet de joindre directement un CROSS 24H/24-7j/7.
Avec le 196, le CROSS en tant que service d’urgence, peut aussi solliciter les opérateurs de téléphonie pour localiser un téléphone portable d’une personne impliquée dans une situation de détresse en mer.